# طوطی اقیانوس آرام
طوطی اقیانوس آرام (انگلیسی: Pacific parakeet؛ نام علمی: Psittacara strenuus)، که در پرورش پرندگان به عنوان طوطیچه نیکاراگوئه‌ای هم شناخته می‌شود، گونه‌ای از طوطی نوگرمسیری از خانواده طوطیان راستین است که در جنوب مکزیک، گواتمالا، السالوادور، هندوراس و نیکاراگوئه یافت می‌شود.
طوطی اقیانوس آرام، طوطیچه‌ای نسبتاً بزرگ و تماماً سبز است که گاهی لکه‌های نارنجی کوچکی روی سر و گردن دارد. این پرنده دارای منقاری ضخیم و رنگ روشن و دمی نوک‌تیز است. زیستگاه اصلی آن جنگل‌های استوایی و مزارع گرمسیری است، جایی که اغلب به‌صورت دسته‌های نسبتاً بزرگ دیده می‌شود. تشخیص آن در طبیعت از طوطی سبز دشوار است، مگر با توجه به محدوده جغرافیایی: طوطی اقیانوس آرام در مناطق پست ساحلی اقیانوس آرام در چیاپاس و شمال آمریکای مرکزی یافت می‌شود، درحالی‌که طوطی سبز در دره‌های داخلی چیاپاس زندگی می‌کند. این گونه از طوطیچه پیشانی‌نارنجی بزرگ‌تر است و سر ساده‌تری دارد و فاقد رنگ آبی در بال‌هایش است.

## آرایه‌شناسی و سامانه‌شناسی
طوطی اقیانوس آرام برای مدتی در سرده دم‌قیفی‌ها (سرده) قرار داشت، اما از حدود سال ۲۰۱۳ به سرده کنونی Psittacara منتقل شد. سامانه‌شناسی این گونه هنوز مورد توافق کامل نیست. اتحادیه بین‌المللی پرنده‌شناسان، انجمن پرنده‌شناسی آمریکا و فهرست کلمنتز پرندگان جهان این گونه را به عنوان یک آرایه تک‌نماد مستقل در نظر می‌گیرند. دستنامه پرندگان جهان (HBW) این گونه را زیرگونه‌ای از طوطی سبز (P. holochlorus) می‌داند.

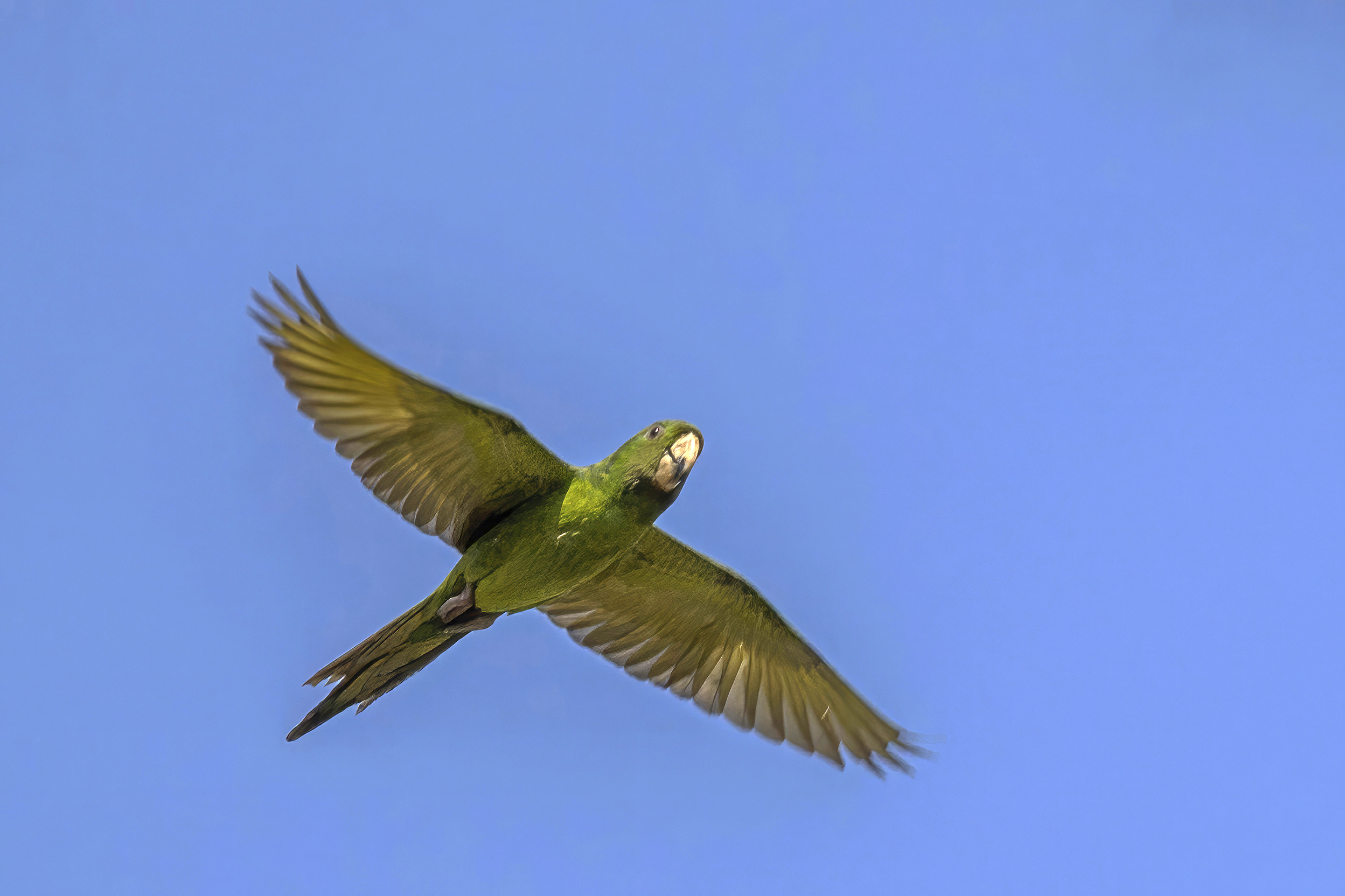
طوطی اقیانوس آرام در حال پرواز

## ویژگی‌های زیستی
طول این گونه حدود ۳۲ سانتیمتر (۱۳ اینچ) است. نر و ماده مشابه هستند. بزرگسالان به‌طور کلی سبز زیتونی هستند که زیرتنه کمی زردتر است؛ برخی از آن‌ها لکه‌های قرمزی روی گردن دارند. زیر پرهای پرواز و دم آن‌ها زیتونی-زرد است. عنبیه آن‌ها نارنجی-قرمز با پوستی برهنه و بژ روشن در اطراف، منقار شاخ‌رنگ و پاها و پنجه‌ها قهوه‌ای مایل به زرد هستند.